# Martin-Heidegger-Gesellschaft
Die Martin-Heidegger-Gesellschaft ist ein wissenschaftlicher Verein zur Förderung der Forschung im Sinne des Denkens von Martin Heidegger. Sie wurde am 11. November 1985 in Heideggers Geburtsstadt Meßkirch gegründet.
Zu diesem Zweck veranstaltet die Gesellschaft regelmäßig Tagungen und Workshops. Außerdem gibt sie zwei Publikationsreihen heraus, die Jahresgaben und die Schriftenreihe der Martin-Heidegger-Gesellschaft. Die Jahresgaben enthalten bisher unveröffentlichte Texte von und zu Martin Heidegger und werden ausschließlich für die Mitglieder des Vereins in einer einmaligen limitierten Auflage hergestellt. Die Schriftenreihe hingegen ist frei erhältlich und versammelt die Beiträge der Tagungen. Seit 2009 ist sie in die Reihe Heidegger Forum des Klostermann-Verlags integriert.
Darüber hinaus fördert die Gesellschaft die Herausgabe der Schriften Heideggers, besonders die Gesamtausgabe, und kooperiert diesbezüglich mit dem Deutschen Literaturarchiv Marbach und dem Martin-Heidegger-Archiv der Stadt Meßkirch.
Mit 629 Mitgliedern (Stand: 11. Oktober 2009) ist die Martin-Heidegger-Gesellschaft eine der größten philosophischen Gesellschaften Deutschlands.
Vorsitzender des Vorstandes der Martin-Heidegger-Gesellschaft ist nach Günter Figal (von 2003 bis 2015) seit 2016 Harald Seubert. Den Vorsitz des Kuratoriums führt Heideggers Enkel Arnulf Heidegger.